# Ромео и Жулиета (филм, 1968)
Вижте пояснителната страница за други значения на Ромео и Жулиета.
„Ромео и Жулиета“ (на английски: Romeo and Juliet; на италиански: Romeo e Giulietta) е британо-италианска филмова адаптация от 1968 година на режисьора Франко Дзефирели по едноименната трагедия на Уилям Шекспир (1564-1616). Сценаристи са Франко Брусати, Масолино Дамико и Франко Дзефирели. Ролите на Ромео и Жулиета се изпълняват съответно от Ленард Уайтинг и Оливия Хъси. Разказвач във филма е Лорънс Оливие, който чете пролога и епилога.
Филмът е продукция на компаниите BHE Films, Verona Produzione, Dino de Laurentiis Cinematografica. Разпространява се от Paramount Pictures.
Критиката неведнъж е определяла филма на Франко Дзефирели като най-добрата адаптация по трагедията на Уилям Шекспир. За това допринасят придържането към оригинала на Шекспир, изборът на младите актьори, музикалната тема, операторската работа и художественото оформление и костюмите.
Филмът има две награди Оскар – за най-добър оператор и костюми. Номиниран е за най-добър филм и за най-добра режисура.

## Сюжет
Внимание:  Текстът по-долу разкрива сюжета на произведението (или части от него)!
Една лятна сутрин във Верона, република Венеция, дългогодишната вражда между двата знатни рода Монтеки и Капулети избухва в улична кавга. Започват като устна разправа между техните слуги и продължава в кръстосване на шпаги между Тибалт (от рода Капулети) и Бенволио (от рода Монтеки). Князът на Верона се появява и прекъсва кавгата. Предупреждава и двата рода, че при следващо нарушение на мира в града ще платят с живота си. Бенволио обещава на синьор и синьора Капулети, които са загрижени за сина си Ромео, че ще разучи какво го тревожи. Ромео се появява и говори за любов. Не подкрепя омразата между двата рода.
В къщата на Капулети синьор Капулети обсъжда с граф Парис (роднина на Княза) желанието на графа да се ожени за дъщерята на Капулети, Жулиета. Синьор Капулети казва, че тя е още малка (на 14), но кани Парис на ежегодния бал, който ще се проведе у тях тази вечер. Междувременно синьора Капулети заповядва на дойката да извика дъщеря ѝ Жулиета. Съобщава пред тях двете желанието на граф Парис да вземе Жулиета за своя съпруга.
Ромео, Бенволио, приятелят им Меркуцио (роднина на Княза) и група младежи, носещи маски и факли, отиват на бала у Капулети. Меркуцио се подиграва с любовните терзания на Ромео. Ромео има мрачно предчувствие, но продължава с приятелите си към празника.
Балът у Капулети е в разгара си. Ромео наблюдава една девойка, но изведнъж погледът му е прикован изцяло от Жулиета, която тъкмо започва да танцува. Тибалт, братовчедът на Жулиета, чува гласа на Ромео и го разпознава. Разгневен, съобщава на синьор Монтеки за присъствието на неканения гост. Синьор Монтеки обаче му казва да не закача Ромео, защото се държи учтиво. В един от танците се включва и Ромео. Погледите им с Жулиета се срещат. След танца всички гледат изпълнението на певеца Леонардо. Ромео и Жулиета се търсят един друг сред гостите. През завеса Ромео хваща ръката на Жулиета и тя отива при него. Завързват диалог и той я целува два пъти. Прекъснати са от гласа на дойката. От нея впоследствие разбират, че са се целували със смъртния си враг, но вече е късно – влюбени са един в друг.
След бала Ромео се вмъква в двора на Капулети. Жулиета се появява на балкона и разсъждава на глас за Ромео. Заявява любовта си към него въпреки омразата на семействата им. Ромео, скрит в храстите, дочува монолога ѝ. В един момент излиза от там и двамата признават любовта си. Дойката на Жулиета я вика и тя влиза вътре за момент. Щом се връща, казва на Ромео, че утре ще прати пратеница при него. Разбират се за 9 часа сутринта. Ако любовта му е истинска, а намерението – женитба, нека по пратеницата прати вест за часа и мястото на венчавката. Казват си лека нощ.
Рано сутринта Ромео отива при брат Лоренцо, който тъкмо събира растения в кошницата си. Отецът се досеща, че Ромео не е спал предишната нощ, и предполага, че е заради Розалин, в която Ромео е бил влюбен довчера. По пътя към манастира обаче Ромео му разказва за любовта си към Жулиета и го моли да ги ожени. Отец Лоренцо е изненадан и коментира непостоянството на младата любов, но приема да му помогне с надеждата, че бракът им ще сложи край на враждата на Монтеки и Капулети.
Меркуцио и Бенволио се чудят къде е Ромео, не са го виждали от снощи. Идва и той. Меркуцио му се подиграва заради любовните му терзания. Идва дойката със слугата си Пиетро. Меркуцио се подиграва и с нея. Дойката пита за Ромео и двамата се оттеглят в храма. Ромео я моли да предаде на Жулиета да намери начин днес следобед да дойде на изповед в килията на отец Лоренцо, където да се венчаят.
В двора на Капулети Жулиета чака дойката си да се върне с вест от Ромео. Щом идва, тя започва да увърта, а чакалата я с часове Жулиета се изнервя още повече. Дойката ѝ съобщава радостната новина. Отец Лоренцо венчава Ромео и Жулиета.
Бенволио и Меркуцио вървят по улицата. Бенволио му предлага да се прибират, страхувайки се, че може да срещнат Капулети. Идва Тибалт с още Капулети и иска да говори с Бенволио и Меркуцио за Ромео. Меркуцио започва да се подиграва с Тибалт и да го провокира. Появява се и Ромео. Тибалт, все още разгневен, че Ромео се е промъкнал на бала у Капулети, го предизвиква на дуел. Ромео обаче, считайки Тибалт вече за свой родственик, отказва. Меркуцио, ядосан от отстъпването на Ромео и високомерието на Тибалт, вади меча си срещу Тибалт. Двамата се дуелират. Бенволио и Ромео се опитват да ги спрат. Тибалт пронизва Меркуцио под ръката на Ромео и избягва с останалите Капулети. Меркуцио умира, проклинайки Монтеки и Капулети. Разгневен, Ромео настига Тибалет, изправя се в дуел срещу него и го убива. Бенволио го съветва да бяга и Ромео го послушва.
У Капулети дойката оплаква Тибалт и проклина Ромео. Жулиета защитава съпруга си и оплаква съдбата им.
Князът отива при събралия се народ около телата на Меркуцио и Тибалт. Монтеки и Капулети са там. Като свидетел на сбиването Бенволио разказва, че Тибалт е предизвикал боя, а Ромео се е опитал да го спре. Синьора Капулети настоява за смъртна присъда на Ромео, но князът вместо това решава да изгони Ромео от Верона. Върне ли се, го чака смърт.
Отец Лоренцо известява Ромео, който се крие в килията му, за присъдата. Ромео оплаква съдбата си – прогонен е далеч от Жулиета, а това е по-лошо от смъртта. Дойката идва, пратена от Жулиета. Отец Лоренцо измисля план: тази вечер Ромео да отиде в стаята на Жулиета, както са се разбрали, но преди да настъпе утрото, да напусне Верона. След като поутихне враждата и измолят милост от княза, ще може да се върне при Жулиета.
В стаята на Жулиета младите съпрузи са консумирали любовта си. Песента на чучулигата ги събужда и известява за настъпването на утрото. Ромео трябва да бяга, защото ако го заварят тук, ще го убият. Разделят се на балкона. Ромео обещава на Жулиета, че ще се видят отново. Потегля с коня си надалеч.
Синьора Капулети и дойката са в стаята на Жулиета, която плаче неутешимо в леглото си. Синьора Капулети проклина Ромео, а за Жулиета носи радостна вест – в четвъртък сутрин ще я омъжват за граф Парис. Ужасена, Жулиета отказва да се омъжи. Синьор Капулети тъкмо е изпратил граф Парис. Синьората му известява за отказа на Жулиета. Ядосан, синьор Капулети хуква към стаята ѝ. Обижда Жулиета и заплашва да се отрече от нея, ако тя не му се подчини. Жулиета умолява майка си бракът да бъде отложен, но синьората отказва. Дойката също не помага на Жулиета, а дори я съветва да се омъжи за Парис, изтъквайки хубавите му качества. Жулиета решава да отиде при отец Лоренцо.
Граф Парис е при отец Лоренцо и говорят за сватбата му с Жулиета. Тя също идва да говори с отеца. Парис си тръгва, а Жулиета моли отеца за помощ. Готова е на всичко, дори да се самоубие, само да не се омъжи за графа. Отец Лоренцо измисля план: Жулиета да се съгласи на брака с Парис, а в нощта преди него да остане сама в стаята си и да изпие съдържанието от стъкленица, която той ѝ дава. Тя ще я приспи за 42 часа. Отецът ще прати писмо на Ромео и като се събуди Жулиета, съпругът ѝ вече ще е при нея.
Жулиета се прибира вкъщи. Иска прошка от баща си за непокорството си и приема брака с Парис. В нощта преди сватбата тя остава сама в стаята си, изпива отварата и пада на леглото. Отец Лоренцо праща писмото за Ромео по един пътуващ монах. На сутринта откриват „мъртвата“ Жулиета. Процесия носи тялото ѝ и го полага в семейната гробница на Капулети.
Балтазар, слугата на Ромео, е присъствал на погребението и бърза да уведоми господаря си. В отчаянието си Ромео веднага тръгва към гробницата, а Балтазар го последва. Щом стигат там, Ромео го отпраща и влиза вътре. Вижда телата на Тибалт и на Жулиета и се чуди как може тя да е все така красива. Вярва, че е мъртва, и плаче над тялото ѝ. Вади стъкленица от дрехите си и изпива съдържанието ѝ. След като целува за последно ръката на Жулиета, пада мъртъв на земята.
Отец Лоренцо стига пред гробницата и среща Балтазар, който е още там. Слугата му казва, че Ромео е вътре от половин час. Разтревожен, отецът влиза вътре и заварва мъртвия Ромео, а Жулиета тъкмо се пробужда. Казва ѝ да бягат, защото идват стражите, но тя, виждайки Ромео на пода, отказва да тръгне, и отецът излиза без нея. Жулиета забелязва празната стъкленица до Ромео и го целува, надявайки се да е останала малко отрова. Чувайки идващите стражи, взима кинжала на Ромео и се промушва.
Процесия, носеща телата на Ромео и Жулиета, минава през Верона и спира пред храма. Излиза Князът и упреква Монтеки и Капулети за трагедията с Ромео и Жулиета. Враждата на двата рода е довела до смъртта им. Князът казва, че заради тази вражда той също е загубил двама свои близки (Парис и Меркуцио). Вкарват телата на Ромео и Жулиета в храма. Монтеки и Капулети се помиряват.

## В ролите
| Изпълнител                     | Персонаж                                                |         |
| Монтеки                        | Монтеки                                                 | Монтеки |
| ------------------------------ | ------------------------------------------------------- | ------- |
| Ленард Уайтинг                 | Ромео                                                   |         |
| Есмералда Русполи              | Синьора Монтеки, майка на Ромео                         |         |
| Антонио Пиерфедеричи           | Синьор Монтеки, баща на Ромео                           |         |
| Брус Робинсън                  | Бенволио, братовчед на Ромео                            |         |
| Кийт Скинър                    | Балтазар, слуга на Ромео                                |         |
| Капулети                       |                                                         |         |
| Оливия Хъси                    | Жулиета                                                 |         |
| Наташа Пари                    | Синьора Капулети, майка на Жулиета                      |         |
| Пол Хардуик                    | Синьор Капулети, баща на Жулиета                        |         |
| Майкъл Йорк                    | Тибалт, братовчед на Жулиета                            |         |
| Пат Хейуд                      | Дойката на Жулиета                                      |         |
| Рой Холдър                     | Пиетро, слуга на дойката                                |         |
| Родът на княза                 |                                                         |         |
| Робърт Стивънс                 | Князът                                                  |         |
| Джон МакЕнри                   | Меркуцио, приятел на Ромео, роднина на княза            |         |
| Роберто Бисако                 | Граф Парис, кандидат-жених на Жулиета, роднина на Княза |         |
| Други                          |                                                         |         |
| Майло О'Ши                     | Брат Лоренцо, монах                                     |         |
| Бруно Филипини                 | Леонардо, певецът от бала у Капулети                    |         |
| Лорънс Оливие (само като глас) | Гласът в пролога и епилога, озвучава и синьор Монтеки   |         |

## Приходи
Бюджетът на филма е 850 000 долара. Получава 38,9 млн. долара приходи.  14,5 млн. долара са само от наеми на видеокасети в САЩ през 1969 г.

## Критическа оценка
Известният кинокритик Роджър Ебърт (1942-2013) пише за ежедневника „Чикаго Сън Таймс“: „Вярвам, че „Ромео и Жулиета“ на Франко Дзефирели е най-вълнуващият филм по Шекспир, който някога е бил създаван”.
Стивън Оргъл, един от най-авторитетните изследователи на Шекспир, описва филма на Франко Дзефирели като „пълен с красиви млади хора, а камерата и техниколорът използват максимално сексуалната им енергия и красивия външен вид“.
Критиците изтъкват, че макар Ленард Уайтинг и Оливия Хъси да нямат предишен актьорски опит, в „Ромео и Жулиета“ играят умело и с голяма зрялост.
Има критики към филма заради сцената на първата брачна нощ, в която непълнолетните актьори са голи. 
Сайтът за филмови ревюта Rotten Tomatoes дава на филма оценка „Fresh“ от 94% въз основа на 36 рецензии, със средна оценка 7.9/10.

## Награди и номинации

### Оскари
- Най-добър филм (Джон Браборн, Антъни Хавелок-Алън) – номиниран
- Най-добър режисьор (Франко Дзефирели) – номиниран
- Най-добър оператор (Паскуалино Де Сантис) – награден
- Най-добър дизайн на костюми (Данило Донати) – награден

### Златен глобус
- Най-добър чуждестранен филм на английски език – спечелил
- Най-добър режисьор (Франко Дзефирели) – номиниран
- Изгряваща звезда – актьор – (Ленард Уайтинг) – спечелил
- Изгряваща звезда – актриса – (Оливия Хъси) – спечелил
- Най-добра оригинална филмова музика (Нино Рота) – номиниран

### BAFTA
- Най-добра режисура (Франко Дзефирели) – номиниран
- Най-добър актьор в поддържаща роля (Джон МакЕнери) – номиниран
- Най-добра актриса в поддържаща роля (Пат Хейуд) – номиниран
- Най-добра филмова музика (Нино Рота) – номиниран
- Най-добър дизайн на продукцията(Ренцо Монгиардино) – номиниран
- Най-добър дизайн на костюми (Данило Донати) – спечелил
- Най-добър монтаж (Реджиналд Милс) – номиниран

### Други награди
Печели наградата „Давид на Донатело“ на Италианската филмова академия и наградата на Националния съвет за филмови ревюта за най-добър режисьор на Дзефирели. „Ромео и Жулиета“ е включен в списъка на Десетте най-популярни филма на Националния съвет за филмови ревюта за 1968 година.

## Продукция

### Кастинг
Режисьорът решава да се придържа към оригинала на Уилям Шекспир по отношение на кастинга. Вместо да се довери на филмови звезди, специално търси по цял свят неизвестни актьори тийнейджъри, които да изиграят главните роли на Ромео и Жулиета. Ленард Уайтинг по време на снимките на филма е на 17, а Оливия Хъси – на 16. Дзефирели адаптирал пиесата по такъв начин, че да покажат своите силни страни и да скрият слабостите си. Например, подрязва дългите монолози и подчертава реакциите.
Често се говори, че Франко Дзефирели e искал Пол Маккартни от Бийтълс да изиграе ролята на Ромео. Въпреки че Дзефирели не го споменава в автобиографията си, Маккартни предоставя много подробности по този въпрос (включително среща с Оливия Хъси и обмен на телеграми с нея) в автобиографията си. 
Участието на Лорънс Оливие в продукцията е щастливо течение на обстоятелствата. По онова време той е в Рим, за да снима „Обувките на рибаря“, и посещава студиото, в което се снима „Ромео и Жулиета“. Пита Дзефирели дали има нещо, с което може да помогне, и Дзефирели му дава да прочете пролога, след което в крайна сметка режисьорът решава Оливие да запише репликите на Хора и гласа на синьор Монтеки.

### Дебют
Това е дебют за Ленард Уайтинг и Оливия Хъси на големия екран и те получават награди „Златен глобус“ за изгряваща звезда за превъплъщенията си в Ромео и Жулиета. 
За успеха на филма допринася фактът, че Оливия Хъси и Ленард Уайтинг са почти на възрастта на героите на Уилям Шекспир. Двамата успяват да пресъздадат любов и страст, които по това време за тях са били непознати, при това толкова реалистично, че много хора си мислят, че са двойка и в живота. Ленард и Оливия обаче отричат това. По отношение на тях Дзефирели казва: „Тийнейджърите в пиесата би трябвало да приличат много на децата днес … Те не искат да се намесват в омразата и войните на родителите си. Ромео беше чувствителен, наивен пацифист, а Жулиета – силна, мъдра за 14-годишната си възраст. Затова избрах неопитни актьори. Не очаквам спектакъл от Оливия или Лени. Искам от тях да използват собствения си опит, за да изобразят героите на Шекспир“.
Оливия Хъси и Ленард Уайтинг всъщност имат актьорски опит преди филма, но на театралната сцена. Ленард Уайтинг е избран от 300 младежи за ролята на Ромео. По това време той е най-младият член на Националния театър в Лондон и една година играе в „Любов за любов“, редом до Лорънс Оливие. Година и половина изпълнява ролята на Артфул Доджер в лондонския мюзикъл „Оливър!“.
Оливия Хъси е избрана от 500 актриси за ролята на Жулиета.  Франко Дзефирели я забелязва по време на участието ѝ на лондонската сцена като Джени в пиесата „Разцветът на госпожица Джийн Броуди“ с Ванеса Редгрейв. Дзефирели е впечатлен от красотата и театралните умения на Оливия Хъси. Преди да изиграе Жулиета, Оливия Хъси се появява в малки роли в два филма през 1965 г.: „Битката за вилата Фиорита“ и „Треска за купата“. Участва и в епизод на сериала „Драма 61-67“ през 1964 г.  Учила е четири години в Италианската академия „Конти“ за театрални изкуства.

### Местоположение на снимките
Действието във филма се развива в ренесансова Италия от 14 век. Снимано е на различни места:
- Сцената на балкона: в „Палацо Боргезе“, построен от кардинал Сципионе Боргезе през 16. век, в Артена, на 40 км югоизточно от Рим.
- Вътрешните църковни сцени: в романската църква „Св. Пиетро Сомалди“ в Лука, Тускания, на 90 км северозападно от Рим.
- Сцената в гробницата: в Тускания.
- Дворецът със сцените на Капулети: в „Палацо Пиколомини“, построен между 1459 и 1462 г. от папа Пий II, в град Пиенца в провинция Сиена.
- Сцените на дуелите с мечове: в стария град Губио в региона на Умбрия.
- Има и някои сцени, заснети в Монтаняна, провинция Падуа, Северна Италия.
- Уличните сцени: в Пиенца и във филмовото студио „Чинечита“ в Рим.

## Саундтрак
Музиката, композирана от Нино Рота, има огромно значение за цялостното въздействие на филма върху зрителите. Нино Рота е сред най-добрите композитори в историята на киното, писал музика за филмите на Федерико Фелини, Лукино Висконти, Франко Дзефирели, Франсис Форд Копола. 

### Композиция
Оригиналният списък включва 9 песни: включва химни, парчета от песни, композиции за бала и за пътуващ музикант с тромбон. 
Първа страна
- „Пролог“ 2:46
- „Какво е младежът?“ 7:24
- „Сцената на балкона“ 9:26

Втора страна
- „Ромео и Жулиета са венчани“ 3:00
- „Смъртта на Меркуцио и Тибалт“ 3:35
- „Прощална любовна сцена“ 4:21
- „Образът на смъртта“ 2:36
- „В гробницата на Капулети“ 7:22
- „Всички са наказани“ 2:07

Саундтракът печели наградата „Сребърна панделка“ на Италианския национален синдикат на филмовите журналисти през 1968 г.  и е номиниран за две други награди (наградата BAFTA за най-добра филмова музика през 1968 г.  и за Златен глобус за най-добра оригинална филмова музика през 1969).
Баладата „Какво е младежът?“ е изпълнена от трубадура Леонардо на бала у Капулети, когато Ромео и Жулиета се срещат за първи път. Оригиналният текста на песента е заимстван от песни от други пиеси на Уилям Шекспир, най-вече от „Дванадесета нощ“ и „Венецианският търговец“. "Любовната тема от „Ромео и Жулиета“ става много популярна и се изкачва на върха на музикалните класации. Включена е като бекграунд музика в „Our Tune“, британско радиошоу на диджея Саймън Бейтс по BBC. Записани са и са издадени многобройни аранжименти на темата, включително и изключително успешната на Хенри Манчини, чиято инструментална интерпретация става номер едно в САЩ през юни 1969 г.
Има два различни английски текста на песента:
- Оригиналната филмова версия се нарича „Какво е младежът?“. Включва текста на Юджийн Уолтър и е изпята от Глен Уестън
- Алтернативната версия, наречена „Време за нас“, е с текста на Лари Кусик и Еди Снайдер. Тази версия е записана от Джони Матис и Анди Уилямс.

Джош Гробан изпълнява „Un Giorno Per Noi“, италианска версия на „A Time for Us“. Джонатан Антоан, британски тенор, също изпълнява „Un Giorno Per Noi“ като една от песните във втория си солов албум „Believe“, който излезе през август 2016 г.
Друг аранжимент на песента се нарича „Ai Giochi Addio“, с текст на Елса Моранте и изпълнение от оперни певци като Лучано Павароти и Наташа Марш.

### Критика
През 1968 списанието „Билборд“ описва саундтрака като „брилятен и докосващ“.  Джон Махони от списание „Холивудски репортер“ описва саундтрака като „един от най-добрите и най-силни компоненти на филма“, отбелязвайки, че "баладата с текста на Юджийн Уолтър „Какво е младежът?“ осигурява перфектната обстановка за срещата на двамата влюбени на бала у Капулети".
Джек Йоргенс критикува „Какво е младежът?“ в прекалено сладникавост.  Към октомври 2013 г. на сайта „Rate Your Music“ саундтракът има оценка 3.89 от 5 въз основа на 55 оценки. 

## Как Дзефирели адаптира Шекспир?
Франко Дзефирели има голям принос за пресъздаването на Уилям Шекспир на екрана. „Ромео и Жулиета“ е вторият му филм по творба на Шекспир след „Укротяване на опърничавата“ (1967). Режисьорът започва да работи по „Ромео и Жулиета“, малко след като е завършил „Укротяване на опърничавата“, който постига голям успех. Разбрал е за себе си, че е по-добре да не включва дълги монолози във филмите си, защото ярките образи, които той пресъздава, правят думите излишни. Затова съкращава и отрязва голяма част от монолозите от „Ромео и Жулиета“ на Шекспир. Още една причина е, че те са по-трудни за младите актьори, а Дзефирели иска да опрости задачата на Оливия Хъси и Ленард Уайтинг.
Режисьорът получава похвали за сцената с дуела на Меркуцио и Тибалт, която е по-разгърната и поражда по-силни внушения от тази в трагедията. Дзефирели представя дуела като перчене, което излиза извън контрол. Младежите се провокират един друг със самохвалство и подигравателни реплики. Критикът Робърт Хейч описва Тибалт и Меркуцио като „квартални военачалници, хвалещи смелостта си с висок глас, които се опитват да победят чрез унижение на другия и не дават впечатление на имащи склонност към убийства“.  Останалите батални сцени също са представени по-мащабно, докато в трагедията акцентът е върху репликите, а не върху кръстосването на шпаги.
Дзефирели съкращава цялото последно действие. Отрязва разговора на брат Лоренцо с брат Джовани, който не е могъл да занесе писмото на Ромео. Финалният епизод на Дзефирели е погребението на Ромео и Жулиета. Съдържа кратък монолог на княза и предполагаемо сдобряване на Капулети и Монтеки. Финалът на Шекспир обаче е доста по-разгърнат. В него са включени оплакването на „мъртвата“ Жулиета от семейството ѝ, показанията на Балтазар и брат Лоренцо и съвсем явното помиряване на двата рода.
Дзефирели засилва фокуса върху образите на Ромео и Жулиета и ги прави по-симпатични. Подобно на повечето режисьори, той също изрязва ключов момент от последната сцена на трагедията – дуела на Ромео с граф Парис, в който Парис умира. Граф Парис изобщо не се появява във версията на Дзефирели. По този начин във финала на филма Ромео остава симпатичен на зрителите. 
Впоследствие Дзефирели прави още две адаптации на Шекспир: „Отело“ (1986) и „Хамлет“ (1990).

## В масовата култура
Фронтменът на групата „Radiohead“ Том Йорк определя филма на Франко Дзефирели като едно от вдъхновенията си за песента на „Radiohead“ „Exit Music“, която е написана специално за „Ромео + Жулиета“ на Баз Лурман. Йорк казва: „Видях версията на Дзефирели, когато бях на 13, и си изплаках очите, защото не можех да разбера защо на сутринта, след като бяха правили любов, не избягаха. Песента е написана за двама души, които трябва да избягат, преди да започнат всички лоши неща. Лична песен“.
В епизода „Уейн на колела“ от трети сезон на сериала „Чудните години“ героите Кевин и Пол отиват да видят филма на Франко Дзефирели.
Селин Дион пресъздава сцената „ръка танц“ от филма на Дзефирели във видеото на нейния сингъл от 1992 г. „Nothing Broken but My Heart“.
Японският художник на аниме и манга Румико Такахаши се използва филма на Дзефирели като вдъхновение в две от своите творби. В един епизод на „Urusei Yatsura“ коварната Риоко Менду кани протагониста Атару Моробоши на среща като в „Ромео и Жулиета“ и облича рокля, подобна на роклята на Оливия Хъси от филма. По-късно в „Ranma ½“ Румико Такахаши включва линия, в която главните герои Ранма Саотоме и Акане Тендо са избрани да изиграят Ромео и Жулиета в пиеса в тяхната гимназия. Такахаши проектира костюмите им за пиесата, имайки предвид костюмите на Оливия Хъси и Ленард Уайтинг от филма. 